# SW Italia
SW Italia è stata una compagnia aerea attivata nel gennaio 2015 e dedicata al solo trasporto a domanda di merci. La base operativa era presso l'aeroporto di Milano-Malpensa e i servizi si svolgevano soprattutto tra Europa e Asia con un velivolo del tipo Boeing 747-400F. Con l'introduzione in flotta di una seconda macchina, avvenuta nel febbraio 2017, la compagnia raddoppiò la capacità di trasporto. In data 10 novembre 2018 quest'ultimo, immatricolato I-SWIB, fu riconsegnato all'azionista Silk Way West Airlines dell'Azerbaijan, riportando la flotta ad un unico esemplare. Le attività dell'azienda furono completamente interrotte nell'ottobre 2019.

## Flotta

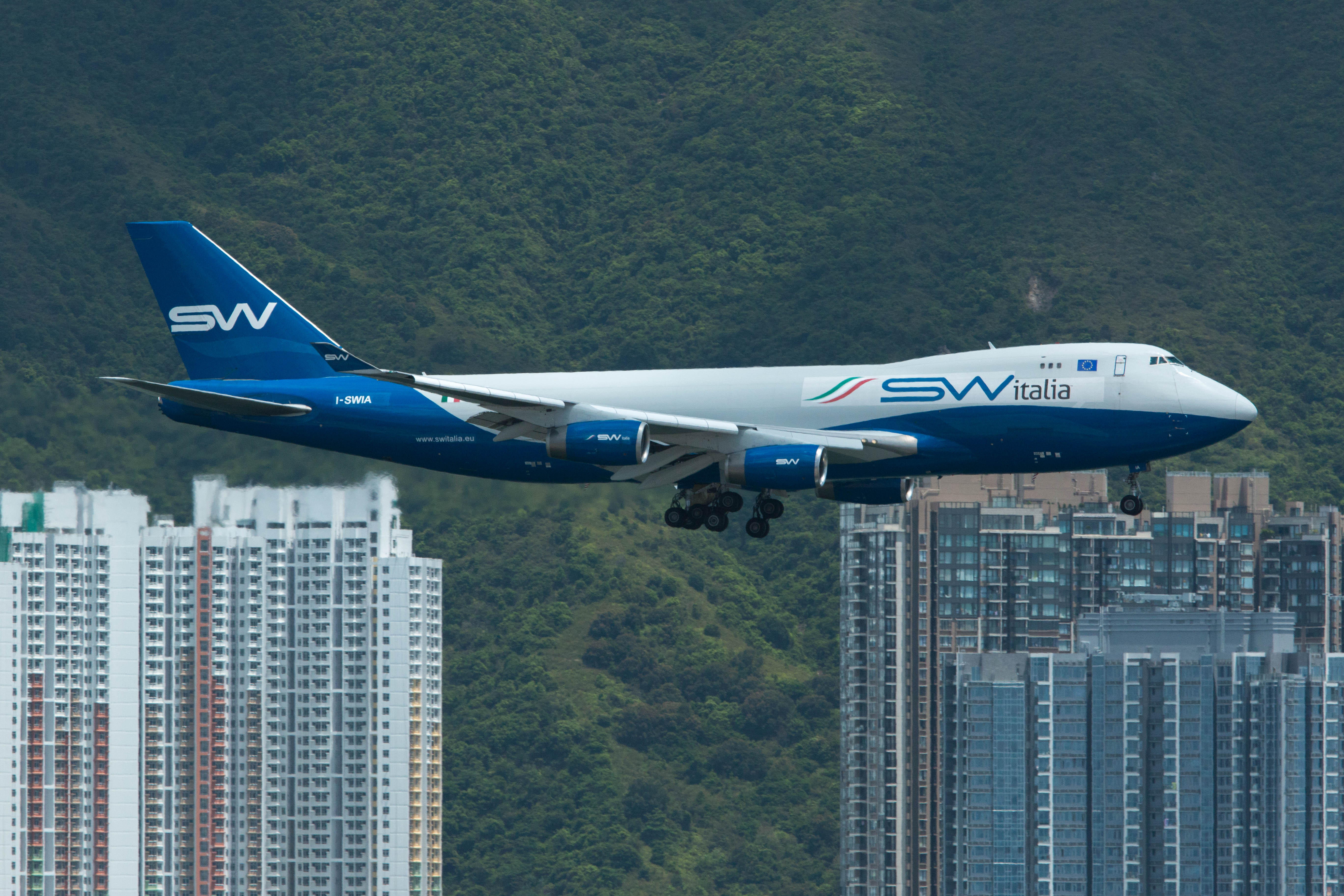
Il Boeing 747-400F immatricolato I-SWIA.

Nell'aprile 2019 la flotta di SW Italia era composta da un solo velivolo.
| Tipo di aereo   | In servizio | In ordine | Immatricolazione |
| --------------- | ----------- | --------- | ---------------- |
| Boeing 747-400F | 1           | -         | I-SWIA           |
| Totale          | 1           |           |                  |